# مسابقات قهرمانی بسکتبال آسیا ۲۰۰۱
مسابقات قهرمانی بسکتبال آسیا ۲۰۰۱ بیست و یکمین دورهٔ قهرمانی آسیا برای مردان می‌باشد که از ۲۰ تا ۲۸ ژوئیه در شانگهای، چین برگزار گردید.

## انتخابی
طبق قوانین کنفدراسیون بسکتبال آسیا، هر منطقهٔ آسیا دو سهمیه داشت و میزبان (چین) و ۵ تیم برتر دورهٔ پیشین مسابقات قهرمانی آسیا به‌طور خودکار به این رقابت‌ها راه یافتند.
| شرق آسیا (۴+۲) | خلیج فارس (۲+۲)   | مرکز آسیا (۲) | جنوب شرق آسیا (۲) | غرب آسیا (۲) |
| -------------- | ----------------- | ------------- | ----------------- | ------------ |
| چین            | عربستان سعودی     | هند           | فیلیپین           | لبنان        |
| کرهٔ جنوبی      | کویت              | ازبکستان      | تایلند            | سوریه        |
| تایوان         | قطر               |               |                   |              |
| ژاپن           | امارات متحدهٔ عربی |               |                   |              |
| کرهٔ شمالی      |                   |               |                   |              |
| هنگ کنگ        |                   |               |                   |              |

## قرعه‌کشی
قرعه‌کشی اولیه:
| گروه A                                | گروه B                                               | گروه C                                 | گروه D                    |
| ------------------------------------- | ---------------------------------------------------- | -------------------------------------- | ------------------------- |
| چین · فیلیپین ** · هنگ کنگ · ازبکستان | کرهٔ جنوبی · امارات متحدهٔ عربی · تایلند · کرهٔ شمالی * | عربستان سعودی * · کویت · لبنان · سوریه | تایوان · ژاپن · قطر · هند |

* کناره‌گیری کردند.
** با تعلیق فیلیپین توسط فیبا،  سنگاپور که در رقابت‌های انتخابی در منطقهٔ شرق آسیا سوم شده بود، جایگزین این تیم شد.
با کناره‌گیری کره شمالی و عربستان سعودی از رقابت‌ها، کنفدراسیون بسکتبال آسیا (ABC) از ۱۴ تیم شرکت‌کننده خواست که در قرعه‌کشی دوباره که ۱۲ ژوئیه در کوالا لامپور، مالزی حضور داشته باشند.
| گروه A                       | گروه B                                          | گروه C                  | گروه D              |
| ---------------------------- | ----------------------------------------------- | ----------------------- | ------------------- |
| چین · هنگ کنگ · تایلند · قطر | کرهٔ جنوبی · امارات متحدهٔ عربی · سنگاپور · لبنان | تایوان · ازبکستان · هند | ژاپن · کویت · سوریه |

## دور مقدماتی

### گروه A
| تیم     | بازی | برد | باخت | امتیاز برده | امتیاز باخته | تفاضل | امتیازات |
| ------- | ---- | --- | ---- | ----------- | ------------ | ----- | -------- |
| چین     | ۳    | ۳   | ۰    | ۳۰۷         | ۱۴۸          | ۱۵۹+  | ۶        |
| قطر     | ۳    | ۲   | ۱    | ۲۱۰         | ۱۸۹          | ۲۱+   | ۵        |
| هنگ کنگ | ۳    | ۱   | ۲    | ۱۷۸         | ۲۵۸          | ۸۰–   | ۴        |
| تایلند  | ۳    | ۰   | ۳    | ۱۹۳         | ۲۹۳          | ۱۰۰–  | ۳        |

| ۲۰ ژوئیه ۱۱:۰۰ |

|  |

| هنگ کنگ                                      | ۴۲–۷۲ | قطر |
| امتیاز بر پایه وقت: ۱۲–۱۷, ۱۳–۲۳, ۹–۱۶, ۸–۱۶ |       |     |

| ۲۰ ژوئیه ۲۰:۳۰ |

|  |

| چین                                           | ۱۲۱–۴۶ | تایلند |
| امتیاز بر پایه وقت: ۴۰–۱۰, ۲۵–۱۳, ۲۵–۶, ۳۱–۱۷ |        |        |

| ۲۱ ژوئیه ۱۱:۰۰ |

|  |

| تایلند                                                           | ۸۷–۹۲ (OT) | هنگ کنگ |
| امتیاز بر پایه وقت: ۲۱–۱۸, ۲۵–۲۱, ۱۰–۲۰, ۲۱–۱۸, وقت اضافه: ۱۰–۱۵ |            |         |

| ۲۱ ژوئیه ۲۰:۳۰ |

|  |

| قطر                                            | ۵۸–۸۷ | چین |
| امتیاز بر پایه وقت: ۱۵–۱۹, ۱۴–۱۹, ۱۱–۲۷, ۱۸–۲۲ |       |     |

| ۲۲ ژوئیه ۱۵:۰۰ |

|  |

| تایلند                                         | ۶۰–۸۰ | قطر |
| امتیاز بر پایه وقت: ۱۷–۲۸, ۱۹–۲۳, ۱۰–۱۸, ۱۴–۱۱ |       |     |

| ۲۲ ژوئیه ۲۰:۳۰ |

|  |

| چین                                           | ۹۹–۴۴ | هنگ کنگ |
| امتیاز بر پایه وقت: ۲۹–۱۴, ۲۵–۳, ۲۳–۱۳, ۲۲–۱۴ |       |         |

### گروه B
| تیم               | بازی | برد | باخت | امتیاز برده | امتیاز باخته | تفاضل | امتیازات |
| ----------------- | ---- | --- | ---- | ----------- | ------------ | ----- | -------- |
| کرهٔ جنوبی         | ۳    | ۳   | ۰    | ۳۰۶         | ۱۷۲          | ۱۳۴+  | ۶        |
| لبنان             | ۳    | ۲   | ۱    | ۲۳۱         | ۲۲۲          | ۹+    | ۵        |
| امارات متحدهٔ عربی | ۳    | ۱   | ۲    | ۱۹۸         | ۲۱۵          | ۱۷–   | ۴        |
| سنگاپور           | ۳    | ۰   | ۳    | ۱۶۷         | ۲۹۳          | ۱۲۶–  | ۳        |

| ۲۰ ژوئیه ۱۳:۰۰ |

|  |

| کرهٔ جنوبی                                     | ۱۲۴–۵۱ | سنگاپور |
| امتیاز بر پایه وقت: ۲۹–۱۳, ۳۷–۱۶, ۳۰–۱۳, ۲۸–۹ |        |         |

| ۲۰ ژوئیه ۱۷:۰۰ |

|  |

| امارات متحدهٔ عربی                             | ۶۹–۷۰ | لبنان |
| امتیاز بر پایه وقت: ۱۴–۱۹, ۲۲–۱۶, ۹–۱۹, ۲۴–۱۶ |       |       |

| ۲۱ ژوئیه ۱۳:۰۰ |

|  |

| لبنان                                          | ۷۱–۹۷ | کرهٔ جنوبی |
| امتیاز بر پایه وقت: ۱۹–۲۰, ۲۰–۲۹, ۱۰–۲۷, ۲۲–۲۱ |       |           |

| ۲۱ ژوئیه ۱۵:۰۰ |

|  |

| سنگاپور                                        | ۶۰–۷۹ | امارات متحدهٔ عربی |
| امتیاز بر پایه وقت: ۱۷–۲۱, ۱۸–۲۲, ۱۴–۱۸, ۱۱–۱۸ |       |                   |

| ۲۲ ژوئیه ۱۳:۰۰ |

|  |

| کرهٔ جنوبی                                     | ۸۵–۵۰ | امارات متحدهٔ عربی |
| امتیاز بر پایه وقت: ۲۰–۱۲, ۱۸–۱۳, ۱۸–۱۹, ۲۹–۶ |       |                   |

| ۲۲ ژوئیه ۱۸:۳۰ |

|  |

| سنگاپور                                        | ۵۶–۹۰ | لبنان |
| امتیاز بر پایه وقت: ۱۴–۲۶, ۱۰–۱۸, ۲۰–۲۴, ۱۲–۲۲ |       |       |

### گروه C
| تیم      | بازی | برد | باخت | امتیاز برده | امتیاز باخته | تفاضل | امتیازات |
| -------- | ---- | --- | ---- | ----------- | ------------ | ----- | -------- |
| تایوان   | ۲    | ۲   | ۰    | ۱۶۴         | ۱۲۰          | ۴۴+   | ۴        |
| هند      | ۲    | ۱   | ۱    | ۱۱۸         | ۱۴۶          | ۲۸–   | ۳        |
| ازبکستان | ۲    | ۰   | ۲    | ۱۲۶         | ۱۴۲          | ۱۶–   | ۲        |

| ۲۰ ژوئیه ۱۵:۰۰ |

|  |

| تایوان                                         | ۸۵–۵۵ | هند |
| امتیاز بر پایه وقت: ۲۱–۱۲, ۱۸–۱۵, ۳۳–۱۶, ۱۳–۱۲ |       |     |

| ۲۱ ژوئیه ۹:۰۰ |

|  |

| هند                                           | ۶۳–۶۱ | ازبکستان |
| امتیاز بر پایه وقت: ۱۰–۱۱, ۲۴–۱۲, ۲۳–۲۰, ۶–۱۸ |       |          |

| ۲۲ ژوئیه ۹:۰۰ |

|  |

| ازبکستان                                       | ۶۵–۷۹ | تایوان |
| امتیاز بر پایه وقت: ۱۱–۲۱, ۱۷–۱۹, ۲۶–۲۰, ۱۱–۱۹ |       |        |

### گروه D
| تیم   | بازی | برد | باخت | امتیاز برده | امتیاز باخته | تفاضل | امتیازات |
| ----- | ---- | --- | ---- | ----------- | ------------ | ----- | -------- |
| سوریه | ۲    | ۲   | ۰    | ۱۸۲         | ۱۶۰          | ۲۲+   | ۴        |
| ژاپن  | ۲    | ۱   | ۱    | ۱۵۱         | ۱۵۳          | ۲–    | ۳        |
| کویت  | ۲    | ۰   | ۲    | ۱۷۳         | ۱۹۳          | ۲۰–   | ۲        |

| ۲۰ ژوئیه ۹:۰۰ |

|  |

| ژاپن                                          | ۸۶–۷۸ | کویت |
| امتیاز بر پایه وقت: ۲۵–۲۲, ۲۱–۲۳, ۱۸–۸, ۲۲–۲۵ |       |      |

| ۲۱ ژوئیه ۱۸:۳۰ |

|  |

| کویت                                           | ۹۵–۱۰۷ | سوریه |
| امتیاز بر پایه وقت: ۲۲–۳۰, ۲۶–۲۷, ۲۵–۲۵, ۲۲–۲۵ |        |       |

| ۲۲ ژوئیه ۱۱:۰۰ |

|  |

| سوریه                                          | ۷۵–۶۵ | ژاپن |
| امتیاز بر پایه وقت: ۱۹–۱۵, ۲۰–۱۷, ۱۷–۱۳, ۱۹–۲۰ |       |      |

## دور یک‌چهارم نهایی

### گروه I
| تیم    | بازی | برد | باخت | امتیاز برده | امتیاز باخته | تفاضل | امتیازات |
| ------ | ---- | --- | ---- | ----------- | ------------ | ----- | -------- |
| چین    | ۳    | ۳   | ۰    | ۳۱۳         | ۲۱۴          | ۹۹+   | ۶        |
| لبنان  | ۳    | ۲   | ۱    | ۲۴۶         | ۲۳۲          | ۱۴+   | ۵        |
| ژاپن   | ۳    | ۱   | ۲    | ۲۰۹         | ۲۶۹          | ۶۰–   | ۴        |
| تایوان | ۳    | ۰   | ۳    | ۲۰۳         | ۲۵۶          | ۵۳–   | ۳        |

| ۲۳ ژوئیه ۱۸:۳۰ |

|  |

| ژاپن                                           | ۶۹–۶۰ | تایوان |
| امتیاز بر پایه وقت: ۲۳–۱۷, ۱۱–۱۳, ۱۰–۲۰, ۲۵–۱۰ |       |        |

| ۲۳ ژوئیه ۲۰:۳۰ |

|  |

| لبنان                                          | ۷۶–۸۷ | چین |
| امتیاز بر پایه وقت: ۱۴–۲۳, ۲۳–۱۹, ۱۸–۲۳, ۲۱–۲۲ |       |     |

| ۲۴ ژوئیه ۱۸:۳۰ |

|  |

| تایوان                                         | ۷۲–۸۷ | لبنان |
| امتیاز بر پایه وقت: ۲۲–۲۳, ۱۲–۲۵, ۲۵–۲۴, ۱۳–۱۵ |       |       |

| ۲۴ ژوئیه ۲۰:۳۰ |

|  |

| چین                                            | ۱۲۶–۶۷ | ژاپن |
| امتیاز بر پایه وقت: ۳۳–۱۸, ۲۵–۱۲, ۴۰–۱۳, ۲۸–۲۴ |        |      |

| ۲۵ ژوئیه ۱۵:۰۰ |

|  |

| ژاپن                                           | ۷۳–۸۳ | لبنان |
| امتیاز بر پایه وقت: ۱۷–۲۵, ۱۸–۱۷, ۱۴–۲۱, ۲۴–۲۰ |       |       |

| ۲۵ ژوئیه ۲۰:۳۰ |

|  |

| تایوان                                         | ۷۱–۱۰۰ | چین |
| امتیاز بر پایه وقت: ۱۶–۲۷, ۱۹–۳۴, ۱۵–۲۴, ۲۱–۱۵ |        |     |

### گروه II
| تیم       | بازی | برد | باخت | امتیاز برده | امتیاز باخته | تفاضل | امتیازات |
| --------- | ---- | --- | ---- | ----------- | ------------ | ----- | -------- |
| کرهٔ جنوبی | ۳    | ۳   | ۰    | ۲۷۱         | ۲۱۹          | ۵۲+   | ۶        |
| سوریه     | ۳    | ۲   | ۱    | ۲۳۹         | ۲۱۵          | ۲۴+   | ۵        |
| قطر       | ۳    | ۱   | ۲    | ۲۲۵         | ۲۲۹          | ۴–    | ۴        |
| هند       | ۳    | ۰   | ۳    | ۱۹۸         | ۲۷۰          | ۷۲–   | ۳        |

| ۲۳ ژوئیه ۱۳:۰۰ |

|  |

| کرهٔ جنوبی                                      | ۸۹–۷۲ | قطر |
| امتیاز بر پایه وقت: ۲۲–۱۷, ۱۹–۲۱, ۲۰–۱۶, ۲۸–۱۸ |       |     |

| ۲۳ ژوئیه ۱۵:۰۰ |

|  |

| سوریه                                         | ۸۸–۶۲ | هند |
| امتیاز بر پایه وقت: ۱۶–۱۴, ۲۱–۱۳, ۲۹–۹, ۲۲–۲۶ |       |     |

| ۲۴ ژوئیه ۱۳:۰۰ |

|  |

| کرهٔ جنوبی                                      | ۸۵–۷۱ | سوریه |
| امتیاز بر پایه وقت: ۱۲–۲۱, ۲۳–۱۰, ۲۸–۲۶, ۲۲–۱۴ |       |       |

| ۲۴ ژوئیه ۱۵:۰۰ |

|  |

| هند                                            | ۶۰–۸۵ | قطر |
| امتیاز بر پایه وقت: ۱۵–۱۷, ۱۳–۱۶, ۱۶–۲۵, ۱۶–۲۷ |       |     |

| ۲۵ ژوئیه ۱۳:۰۰ |

|  |

| کرهٔ جنوبی                                      | ۹۷–۷۶ | هند |
| امتیاز بر پایه وقت: ۲۴–۱۱, ۲۷–۲۱, ۱۹–۲۰, ۲۷–۲۴ |       |     |

| ۲۵ ژوئیه ۱۸:۳۰ |

|  |

| قطر                                            | ۶۸–۸۰ | سوریه |
| امتیاز بر پایه وقت: ۱۶–۲۲, ۱۵–۱۹, ۲۰–۲۱, ۱۷–۱۸ |       |       |

### گروه III
| تیم      | بازی | برد | باخت | امتیاز برده | امتیاز باخته | تفاضل | امتیازات |
| -------- | ---- | --- | ---- | ----------- | ------------ | ----- | -------- |
| ازبکستان | ۲    | ۲   | ۰    | ۱۶۱         | ۱۴۰          | ۲۱+   | ۴        |
| هنگ کنگ  | ۲    | ۱   | ۱    | ۱۶۷         | ۱۴۷          | ۲۰+   | ۳        |
| سنگاپور  | ۲    | ۰   | ۲    | ۱۳۶         | ۱۷۷          | ۴۱–   | ۲        |

| ۲۳ ژوئیه ۹:۰۰ |

|  |

| سنگاپور                                        | ۷۱–۹۲ | هنگ کنگ |
| امتیاز بر پایه وقت: ۱۸–۳۰, ۱۶–۳۰, ۱۸–۱۶, ۱۹–۱۶ |       |         |

| ۲۴ ژوئیه ۹:۰۰ |

|  |

| ازبکستان                                      | ۸۵–۶۵ | سنگاپور |
| امتیاز بر پایه وقت: ۱۸–۲۷, ۲۹–۱۶, ۱۴–۷, ۲۴–۱۵ |       |         |

| ۲۵ ژوئیه ۱۱:۰۰ |

|  |

| هنگ کنگ                                        | ۷۵–۷۶ | ازبکستان |
| امتیاز بر پایه وقت: ۱۳–۲۸, ۲۷–۱۳, ۲۱–۱۸, ۱۴–۱۷ |       |          |

### گروه IV
| تیم               | بازی | برد | باخت | امتیاز برده | امتیاز باخته | تفاضل | امتیازات |
| ----------------- | ---- | --- | ---- | ----------- | ------------ | ----- | -------- |
| امارات متحدهٔ عربی | ۲    | ۲   | ۰    | ۱۶۳         | ۱۴۰          | ۲۳+   | ۴        |
| کویت              | ۲    | ۱   | ۱    | ۱۵۴         | ۱۳۵          | ۱۹+   | ۳        |
| تایلند            | ۲    | ۰   | ۲    | ۱۱۸         | ۱۶۰          | ۴۲–   | ۲        |

| ۲۳ ژوئیه ۱۱:۰۰ |

|  |

| امارات متحدهٔ عربی                              | ۸۳–۶۳ | تایلند |
| امتیاز بر پایه وقت: ۲۱–۱۳, ۱۷–۱۷, ۲۴–۱۴, ۲۱–۱۹ |       |        |

| ۲۴ ژوئیه ۱۱:۰۰ |

|  |

| کویت                                           | ۷۷–۸۰ | امارات متحدهٔ عربی |
| امتیاز بر پایه وقت: ۲۴–۱۲, ۱۵–۲۰, ۱۴–۲۶, ۲۴–۲۲ |       |                   |

| ۲۵ ژوئیه ۹:۰۰ |

|  |

| تایلند                                        | ۵۵–۷۷ | کویت |
| امتیاز بر پایه وقت: ۱۶–۱۸, ۱۲–۲۳, ۱۸–۱۷, ۹–۱۹ |       |      |

## رده‌بندی پنجم تا چهاردهم

### مکان سیزدهم
| ۲۷ ژوئیه ۱۱:۰۰ |

|  |

| سنگاپور                                        | ۷۲–۱۰۰ | تایلند |
| امتیاز بر پایه وقت: ۱۴–۳۲, ۱۱–۲۱, ۱۸–۱۹, ۲۹–۲۸ |        |        |

### مکان یازدهم
| ۲۷ ژوئیه ۱۳:۰۰ |

|  |

| هنگ کنگ                                        | ۸۶–۷۲ | کویت |
| امتیاز بر پایه وقت: ۲۲–۱۸, ۱۷–۱۷, ۲۲–۱۹, ۲۵–۱۸ |       |      |

### مکان نهم
| ۲۷ ژوئیه ۱۵:۰۰ |

|  |

| ازبکستان                                      | ۷۳–۶۶ | امارات متحدهٔ عربی |
| امتیاز بر پایه وقت: ۱۸–۱۳, ۱۹–۸, ۲۲–۳۳, ۱۴–۱۲ |       |                   |

### مکان هفتم
| ۲۸ ژوئیه ۱۲:۰۰ |

|  |

| تایوان                                                           | ۹۲–۹۰ (OT) | هند |
| امتیاز بر پایه وقت: ۲۴–۲۴, ۱۴–۱۷, ۱۷–۲۵, ۲۴–۱۳, وقت اضافه: ۱۳–۱۱ |            |     |

### مکان پنجم
| ۲۸ ژوئیه ۱۴:۰۰ |

|  |

| ژاپن                                           | ۶۵–۷۴ | قطر |
| امتیاز بر پایه وقت: ۱۶–۱۵, ۲۰–۲۰, ۱۵–۱۸, ۱۴–۲۱ |       |     |

## دور نهایی
|  | نیمه‌نهایی | نیمه‌نهایی |    |                | نهایی    | نهایی |  |
|  |           |           |    |                |          |       |  |
|  | ۲۷ ژوئیه  |           |    |                |          |       |  |
|  | لبنان     | ۷۵        |    |                |          |       |  |
|  | کرهٔ جنوبی | ۷۲        |    |                |          |       |  |
|  |           |           |    |                |          |       |  |
|  |           |           |    |                | ۲۸ ژوئیه |       |  |
|  |           |           |    |                | لبنان    | ۶۳    |  |
|  |           | چین       | ۹۷ |                |          |       |  |
|  |           |           |    |                |          |       |  |
|  |           |           |    |                |          |       |  |
|  |           |           |    |                | مکان سوم |       |  |
|  | ۲۷ ژوئیه  | ۲۷ ژوئیه  |    | ۲۸ ژوئیه       | ۲۸ ژوئیه |       |  |
|  | چین       | ۹۴        |    | کرهٔ جنوبی (OT) | ۹۵       |       |  |
|  | سوریه     | ۵۵        |    |                | سوریه    | ۹۴    |  |

### نیمه‌نهایی
| ۲۷ ژوئیه ۱۸:۳۰ |

|  |

| لبنان                                          | ۷۵–۷۲ | کرهٔ جنوبی |
| امتیاز بر پایه وقت: ۲۵–۲۴, ۱۷–۱۳, ۱۶–۱۵, ۱۷–۲۰ |       |           |

| ۲۷ ژوئیه ۲۰:۳۰ |

|  |

| چین                                            | ۹۴–۵۵ | سوریه |
| امتیاز بر پایه وقت: ۱۷–۱۱, ۲۴–۱۷, ۲۷–۱۲, ۲۶–۱۵ |       |       |

### مکان سوم
| ۲۸ ژوئیه ۱۷:۰۰ |

|  |

| کرهٔ جنوبی                                                        | ۹۵–۹۴ (OT) | سوریه |
| امتیاز بر پایه وقت: ۱۶–۲۴, ۲۳–۲۳, ۱۳–۱۱, ۲۸–۲۲, وقت اضافه: ۱۵–۱۴ |            |       |

### نهایی
| ۲۸ ژوئیه ۱۹:۳۰ |

|  |

| لبنان                                          | ۶۳–۹۷ | چین                  |
| امتیاز بر پایه وقت: ۱۰–۲۲, ۱۷–۲۷, ۱۵–۳۴, ۲۱–۱۴ |       |                      |
| امتیاز: El Khatib ۱۸                           |       | امتیاز: Mengke B. ۱۷ |

## جدول نهایی
| رتبه | تیم               | رکورد |
| ---- | ----------------- | ----- |
| 1    | چین               | ۸–۰   |
| 2    | لبنان             | ۵–۳   |
| 3    | کرهٔ جنوبی         | ۷–۱   |
| ۴    | سوریه             | ۴–۳   |
| ۵    | قطر               | ۴–۳   |
| ۶    | ژاپن              | ۲–۴   |
| ۷    | تایوان            | ۳–۳   |
| ۸    | هند               | ۱–۵   |
| ۹    | ازبکستان          | ۳–۲   |
| ۱۰   | امارات متحدهٔ عربی | ۳–۳   |
| ۱۱   | هنگ کنگ           | ۳–۳   |
| ۱۲   | کویت              | ۱–۴   |
| ۱۳   | تایلند            | ۱–۵   |
| ۱۴   | سنگاپور           | ۰–۶   |

## جوایز
| قهرمان آسیا ۲۰۰۱        |
| ----------------------- |
| · چین · دوازدهمین عنوان |

- باارزش‌ترین بازیکن (ام‌وی‌پی):
  -  Yao Ming[۱]
- بهترین بازی‌ساز:
  -   Walid El Domiati
- بهترین ریباند کننده:
  -  Yao Ming
- بهترین ۳امتیازی زن:
  -  Yang Kyun-Min
- بهترین مربی:
  -  Johnny Neumann (لبنان)

و
- -  Wang Fei (چین)
- جایزهٔ بازیکن اخلاق:
  -  Michael Madanly
- تیم ستارگان (آل-استار):[۲]
  -  Yao Ming
  -  Wang Zhizhi
  -  Fadi El Khatib
  -  Walid El Domiati
  -  Seo Jang-Hoon